# Awakened
Awakened är det amerikanska metalcore-bandet As I Lay Dyings sjätte studioalbum. Albumet släpptes i september 2012 på Metal Blade Records i Europa, USA och Japan och föregicks av singeln "Cauterize".
Albumet nådde en elfteplats på Billboard-listan.
En musikvideo spelades in till "A Greater Foundation" och en textvideo till "No Lungs to Breathe".
Awakened var As I Lay Dyings sista album innan bandet lades på is under ett par år till följd av sångaren Tim Lambesis fängelsedom för stämpling till mord under 2014.

## Låtlista
1. "Cauterize" – 3:38
2. "A Greater Foundation" – 3:46
3. "Resilience" – 4:08
4. "Wasted Words" – 4:21
5. "Whispering Silence" – 4:30
6. "Overcome" – 4:37
7. "No Lungs to Breathe" – 4:05
8. "Defender" – 4:05
9. "Washed Away" (instrumental) – 1:01
10. "My Only Home" – 4:06
11. "Tear Out My Eyes" – 4:37

## Medverkande
Musiker
- Tim Lambesis – sång
- Nick Hipa – gitarr, bakgrundssång
- Phil Sgrosso – gitarr, bakgrundssång
- Josh Gilberg – basgitarr, sång
- Jordan Mancino – trummor, bakgrundssång

Bidragande musiker
- Joey Bradford – bakgrundssång

Produktion
- Bill Stevenson – producent
- Jason Livermore – producent, inspelningstekniker
- As I Lay Dying – producent
- Andrew Berlin – inspelningstekniker
- Daniel Castleman – inspelningstekniker
- Colin Richardson – mixning
- Carl Bown – mixning
- Ted Jensen – mastering
- Tiffanie Uldry – omslagskonst
- Jean-Emmanuel Simoulin – omslagskonst
- Ty Watkins – foto